# Фичев, Иван
Иван Иванов Фичев (15 апреля 1860—1931) — болгарский генерал-лейтенант (с 1914), начальник штаба болгарской армии, участник Балканских войн и Первой мировой войны, академик.
Внук известного болгарского архитектора эпохи Болгарского Возрождения Николы Фичева (Кольо Фичето), родился в Тырново. Военную карьеру начал во время русско-турецкой войны 1877—1878 гг. в качестве бойца болгарского ополчения. В 1882 году окончил военное училище в чине подпоручика. Во время Сербско-болгарской войны командовал сначала ротой 5 пехотного дунайского полка. В 1887 году дослужился до капитана. В 1898 окончил Военную академию в Турине. В 1903 году получил чин полковника. В 1907 году командовал фракийской дивизией. В годы Балканских войн начальник штаба болгарской армии.
В 1915 году вышел в запас. Написал труд по военному искусству Тактика. Умер в Софии.